# Néstor Susaeta
Néstor Susaeta Jaurrieta, né le 11 décembre 1984 à Eibar (Pays basque, Espagne), est un footballeur espagnol qui joue au poste d'ailier au Rayo Majadahonda. 
Son cousin Markel Susaeta est aussi footballeur.

## Biographie
Néstor Susaeta se forme dans les catégories juniors de la Real Sociedad. En 2006, il est prêté au SD Eibar, club de sa ville natale. En 2006, il est prêté à l'UD Salamanque avec qui il dispute 21 matchs en Segunda División. 
En 2007, Néstor Susaeta est recruté par l'Athletic Bilbao pour jouer avec l'équipe réserve. Il ne reste qu'une saison à Bilbao avant de rejoindre l'AD Alcorcón, près de Madrid. Il contribue à la qualification d'Alcorcón pour les play-offs de promotion en Segunda división lors de la saison 2008-2009. Sa bonne saison suscite l'intérêt du Rayo Vallecano qui le recrute en 2009. Il participe à la promotion du Rayo en Primera división.
Le 3 janvier 2012, Néstor Susaeta quitte le Rayo Vallecano pour rejoindre le club suisse du Lausanne-Sport jusqu'en juin 2012.
En juillet 2012, il signe pour deux ans avec le club de deuxième division espagnole CD Guadalajara.
Le 13 juillet 2013, Susaeta signe pour deux ans avec le club de Segunda división B Real Oviedo. En 2015, Oviedo monte en deuxième division. Susaeta est un des principaux artifices de cette promotion. Il renouvelle son contrat avec Oviedo.